# Pallacanestro ai Giochi panamericani
Il campionato di Pallacanestro ai Giochi panamericani si svolge con una cadenza di ogni quattro anni durante i Giochi panamericani. Il torneo maschile fu introdotto ai giochi fin dalla prima edizione, nel 1951; alla competizione partecipano un totale di otto squadre sia nordamericane che sudamericane.
Il torneo femminile invece vide la sua prima edizione solo nel 1955 nell'edizione che si tenne in Messico. Anche al torneo femminile partecipano un totale di otto squadre sia nordamericane che sudamericane. Nell'edizione del 1995 a Mar del Plata il torneo femminile venne annullato.
Dal 2019 vengono disputati anche i tornei, maschile e femminile, della pallacanestro 3x3.

## Torneo maschile

### Edizioni
| Anno          | Ospitante         |             | Podio           | Podio       | Podio |
| Anno          | Ospitante         | Oro         | Argento         | Bronzo      |       |
| ------------- | ----------------- | ----------- | --------------- | ----------- | ----- |
| 1951 Dettagli | Buenos Aires      | Stati Uniti | Argentina       | Brasile     |       |
| 1955 Dettagli | Città del Messico | Stati Uniti | Argentina       | Brasile     |       |
| 1959 Dettagli | Chicago           | Stati Uniti | Porto Rico      | Brasile     |       |
| 1963 Dettagli | San Paolo         | Stati Uniti | Brasile         | Porto Rico  |       |
| 1967 Dettagli | Winnipeg          | Stati Uniti | Messico         | Panama      |       |
| 1971 Dettagli | Cali              | Brasile     | Porto Rico      | Cuba        |       |
| 1975 Dettagli | Città del Messico | Stati Uniti | Porto Rico      | Brasile     |       |
| 1979 Dettagli | San Juan          | Stati Uniti | Porto Rico      | Brasile     |       |
| 1983 Dettagli | Caracas           | Stati Uniti | Brasile         | Messico     |       |
| 1987 Dettagli | Indianapolis      | Brasile     | Stati Uniti     | Porto Rico  |       |
| 1991 Dettagli | L'Avana           | Porto Rico  | Messico         | Stati Uniti |       |
| 1995 Dettagli | Mar del Plata     | Argentina   | Stati Uniti     | Brasile     |       |
| 1999 Dettagli | Winnipeg          | Brasile     | Stati Uniti     | Porto Rico  |       |
| 2003 Dettagli | Santo Domingo     | Brasile     | Rep. Dominicana | Porto Rico  |       |
| 2007 Dettagli | Rio de Janeiro    | Brasile     | Porto Rico      | Uruguay     |       |
| 2011 Dettagli | Guadalajara       | Porto Rico  | Messico         | Stati Uniti |       |
| 2015 Dettagli | Toronto           | Brasile     | Canada          | Stati Uniti |       |
| 2019 Dettagli | Lima              | Argentina   | Porto Rico      | Stati Uniti |       |
| 2023 Dettagli | Lima              | Argentina   | Venezuela       | Brasile     |       |

## Medagliere
| #      | Nazione         | Oro | Argento | Bronzo | Totale |
| ------ | --------------- | --- | ------- | ------ | ------ |
| 1      | Stati Uniti     | 8   | 3       | 4      | 15     |
| 2      | Brasile         | 6   | 2       | 7      | 15     |
| 3      | Argentina       | 3   | 2       | 0      | 5      |
| 4      | Porto Rico      | 2   | 5       | 5      | 12     |
| 5      | Messico         | 0   | 3       | 1      | 3      |
| 6      | Canada          | 0   | 1       | 0      | 1      |
| 6      | Rep. Dominicana | 0   | 1       | 0      | 1      |
| 6      | Venezuela       | 0   | 1       | 0      | 1      |
| 7      | Cuba            | 0   | 0       | 1      | 1      |
| 7      | Panama          | 0   | 0       | 1      | 1      |
| 7      | Uruguay         | 0   | 0       | 1      | 1      |
| Totale | Totale          | 19  | 19      | 19     | 57     |

## Torneo femminile

### Edizioni
| Anno          | Ospitante         |                                      | Podio                                | Podio                                | Podio                                |
| Anno          | Ospitante         | Oro                                  | Argento                              | Bronzo                               |                                      |
| ------------- | ----------------- | ------------------------------------ | ------------------------------------ | ------------------------------------ | ------------------------------------ |
| 1951          | Buenos Aires      | Competizione femminile non disputata | Competizione femminile non disputata | Competizione femminile non disputata | Competizione femminile non disputata |
| 1955 Dettagli | Città del Messico | Stati Uniti                          | Cile                                 | Brasile                              |                                      |
| 1959 Dettagli | Chicago           | Stati Uniti                          | Brasile                              | Cile                                 |                                      |
| 1963 Dettagli | San Paolo         | Stati Uniti                          | Brasile                              | Cile                                 |                                      |
| 1967 Dettagli | Winnipeg          | Brasile                              | Stati Uniti                          | Canada                               |                                      |
| 1971 Dettagli | Cali              | Brasile                              | Stati Uniti                          | Cuba                                 |                                      |
| 1975 Dettagli | Città del Messico | Stati Uniti                          | Messico                              | Cuba                                 |                                      |
| 1979 Dettagli | San Juan          | Cuba                                 | Stati Uniti                          | Canada                               |                                      |
| 1983 Dettagli | Caracas           | Stati Uniti                          | Cuba                                 | Brasile                              |                                      |
| 1987 Dettagli | Indianapolis      | Stati Uniti                          | Brasile                              | Canada                               |                                      |
| 1991 Dettagli | L'Avana           | Brasile                              | Cuba                                 | Stati Uniti                          |                                      |
| 1995          | Mar del Plata     | Torneo annullato                     | Torneo annullato                     | Torneo annullato                     | Torneo annullato                     |
| 1999 Dettagli | Winnipeg          | Cuba                                 | Canada                               | Stati Uniti                          |                                      |
| 2003 Dettagli | Santo Domingo     | Cuba                                 | Stati Uniti                          | Brasile                              |                                      |
| 2007 Dettagli | Rio de Janeiro    | Stati Uniti                          | Brasile                              | Cuba                                 |                                      |
| 2011 Dettagli | Guadalajara       | Porto Rico                           | Messico                              | Brasile                              |                                      |
| 2015 Dettagli | Toronto           | Canada                               | Stati Uniti                          | Cuba                                 |                                      |
| 2019 Dettagli | Lima              | Brasile                              | Stati Uniti                          | Porto Rico                           |                                      |
| 2023 Dettagli | Santiago del Cile | Brasile                              | Colombia                             | Argentina                            |                                      |

## Medagliere
| #      | Nazione     | Oro | Argento | Bronzo | Totale |
| ------ | ----------- | --- | ------- | ------ | ------ |
| 1      | Stati Uniti | 7   | 6       | 2      | 15     |
| 2      | Brasile     | 5   | 4       | 4      | 13     |
| 3      | Cuba        | 3   | 2       | 4      | 9      |
| 4      | Canada      | 1   | 1       | 3      | 5      |
| 5      | Porto Rico  | 1   | 0       | 1      | 2      |
| 6      | Cile        | 0   | 1       | 2      | 3      |
| 7      | Messico     | 0   | 2       | 0      | 2      |
| 8      | Colombia    | 0   | 1       | 0      | 1      |
| 9      | Argentina   | 0   | 0       | 1      | 1      |
| Totale | Totale      | 17  | 17      | 17     | 51     |

## Pallacanestro 3x3

### Torneo maschile 3x3
| Anno          | Ospitante         |             | Podio      | Podio             | Podio |
| Anno          | Ospitante         | Oro         | Argento    | Bronzo            |       |
| ------------- | ----------------- | ----------- | ---------- | ----------------- | ----- |
| 2019 Dettagli | Lima              | Stati Uniti | Porto Rico | Rep. Dominicana   |       |
| 2023 Dettagli | Santiago del Cile | Stati Uniti | Cile       | Trinidad e Tobago |       |

### Torneo femminile 3x3
| Anno          | Ospitante         |             | Podio     | Podio           | Podio |
| Anno          | Ospitante         | Oro         | Argento   | Bronzo          |       |
| ------------- | ----------------- | ----------- | --------- | --------------- | ----- |
| 2019 Dettagli | Lima              | Stati Uniti | Argentina | Rep. Dominicana |       |
| 2023 Dettagli | Santiago del Cile | Stati Uniti | Colombia  | Cile            |       |

## Medagliere
| #      | Nazione           | Oro | Argento | Bronzo | Totale |
| ------ | ----------------- | --- | ------- | ------ | ------ |
| 1      | Stati Uniti       | 4   | 0       | 0      | 4      |
| 2      | Cile              | 0   | 1       | 1      | 2      |
| 3      | Argentina         | 0   | 1       | 0      | 1      |
| 3      | Colombia          | 0   | 1       | 0      | 1      |
| 3      | Porto Rico        | 0   | 1       | 0      | 1      |
| 6      | Rep. Dominicana   | 0   | 0       | 2      | 2      |
| 7      | Trinidad e Tobago | 0   | 0       | 1      | 1      |
| Totale | Totale            | 4   | 4       | 4      | 12     |